# Infinite Energy
Infinite Energy – dwumiesięcznik publikowany w New Hampshire, szczegółowo zajmujący się teoriami i eksperymentami dotyczącymi energii alternatywnej, przeważnie opartych na koncepcjach spoza głównego nurtu naukowego, a nawet spoza tradycyjnej energetyki alternatywnej.
Został założony przez Eugene Mallove z podtytułem The Magazine of New Energy Technology (Magazyn technologii nowej energii).
Tematy jego zainteresowań obejmują “nową fizykę wodoru”, obecną w zimnej fuzji; energię próżni; oraz tzw. „energię otoczenia” uzyskaną z ruchów cząsteczkowych na sposoby, które wydają się kwestionować drugą zasadę dynamiki.
Obecnie w posiadaniu organizacji non-profit New Energy Foundation, Inc.